# Zerstörung von Kalisz
Die Zerstörung von Kalisz war ein Ereignis aus der Anfangsphase des Ersten Weltkriegs im August 1914. Die Stadt Kalisz in Russisch-Polen wurde dabei von deutschen Truppen zuerst besetzt, dann aus heute nicht mehr aufzuklärenden Gründen angegriffen und teilweise zerstört. Geschätzt mindestens 100 Einwohner der Stadt wurden von den Deutschen erschossen. Die Ereignisse erinnern an das Verhalten deutscher Truppen bei der Invasion Belgiens und der Zerstörung Löwens im August 1914. 

## Hintergrund

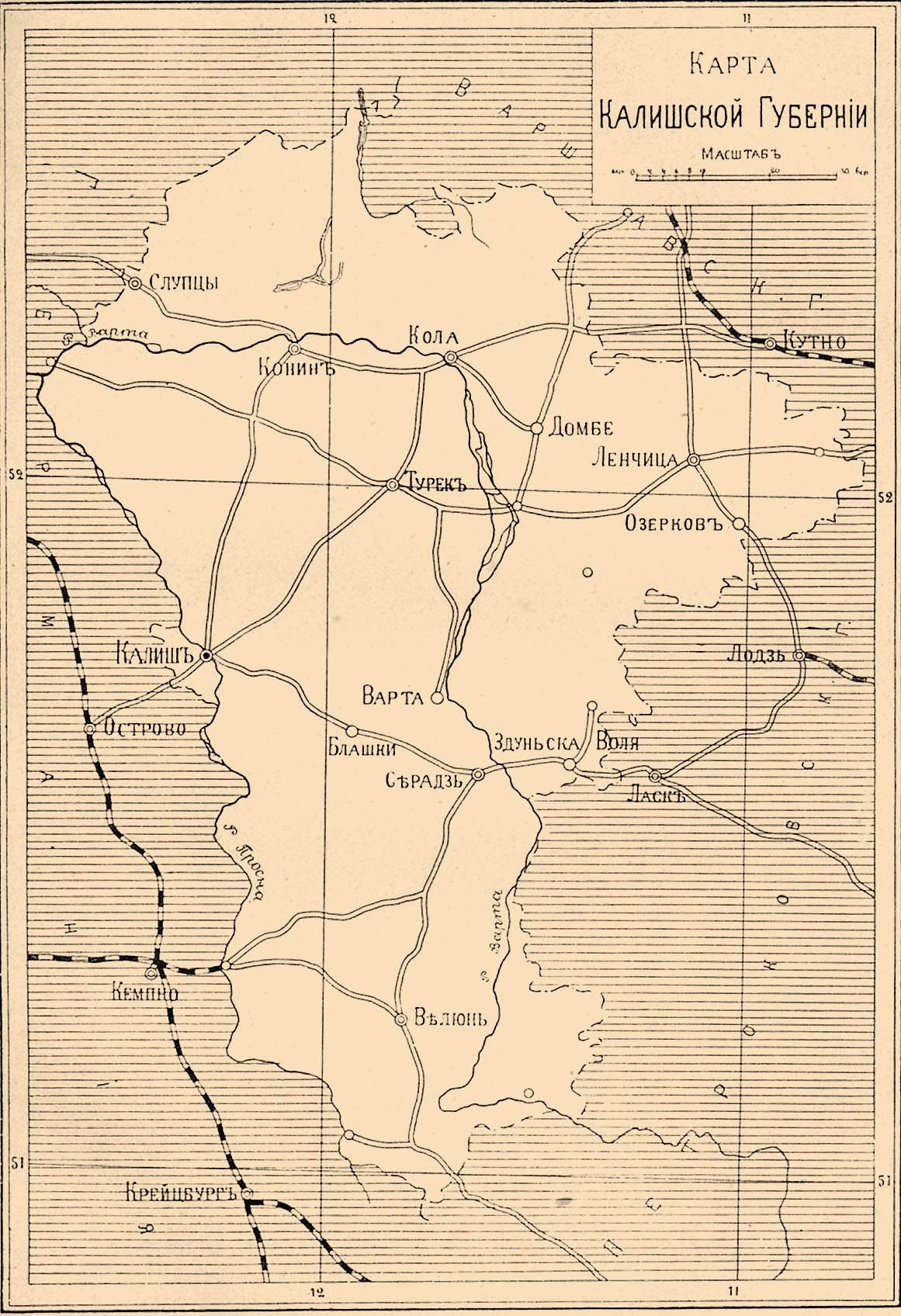
Karte des Gouvernements Kalisz. Kalisz (russ. als Калишъ markiert) liegt nahe der Westgrenze des Gouvernements.

Das großpolnische Kalisz (dt. Kalisch), gelegen am Fluss Prosna, gilt als eine der ältesten Städte in Polen und wurde bereits von Claudius Ptolemäus im 2. Jahrhundert n. Chr. erwähnt (siehe Kalisia). Im 13. Jahrhundert erhielt es vom großpolnischen Herzog Bolesław dem Frommen das Stadtrecht. Bei der Dritten Teilung Polens 1795 fiel es an das Königreich Preußen und gehörte bis 1807 zur Provinz Südpreußen, danach zum Herzogtum Warschau. Ab 1815 gehörte es zum in Personalunion mit dem Russischen Kaiserreich verbundenen Königreich Polen (Kongresspolen) und war Grenzstadt zu Preußen bzw. dem späteren Deutschen Kaiserreich. 1867 wurde Kalisz Sitz eines russischen Gouvernements und wurde 1902 an das Eisenbahnnetz angeschlossen. Danach stieg die Bevölkerungszahl sprunghaft an von etwa 38.000 um 1900 auf 65.400 bei der letzten Volkszählung vor dem Krieg im Jahre 1913. Kalisz war 1914 Garnisonsstadt für das 14. Kleinrussische Dragonerregiment und Sitz des Hauptquartiers einer Brigade der russischen 14. Kavalleriedivision.

## Rekonstruktion der Ereignisse

### Besetzung der Stadt am 2./3. August
Am 1. August 1914 hatte das Deutsche Reich dem Russischen Kaiserreich nach der Nichtbefolgung eines Ultimatums zur Einstellung von dessen Generalmobilmachung den Krieg erklärt. In der Nacht vom Sonntag, dem 2. August 1914, dem ersten Mobilmachungstag im Deutschen Reich, zum Montag, dem 3. August, besetzten deutsche Truppen ohne ernstliche Gegenwehr und nach einer chaotisch verlaufenden russischen Evakuierung die polnisch-russischen Grenzstädte Kalisz (Kalisch), Częstochowa (Tschenstochau) und Będzin (Bendzin), letztere in Schlesien. In Kalisz wurden von den Russen vor ihrem Abzug die Hauptbrücke über die Prosna gesprengt und einige strategische Gebäude in Brand gesetzt. Die Bevölkerung von Kalisz empfing die deutschen Truppen mit freundlicher Neugier, der polnische Bürgermeister Bronisław Bukowiński leitete ein Begrüßungskomitee. Major Hans Rudolf Hermann Preusker, Kommandeur des II. Bataillons/7. Westpreußisches Infanterie-Regiment Nr. 155 (vor dem Krieg in Ostrowo/Ostrów stationiert, rund 25 Kilometer von Kalisz entfernt; zugehörig zur 10. Division des V. Armee-Korps) hatte den Befehl über die deutschen Truppen in der Stadt. Er bezog sein Quartier im Hotel Europa nahe dem Stadtzentrum. Er ließ am 3. August eine Proklamation über die Übernahme der preußischen Militärverwaltung über Kalisz verlautbaren. Darin wurde u. a. die Abgabe aller Waffen im Privatbesitz binnen 24 Stunden gefordert. Die örtliche, überwiegend aus Russen bestehende Polizei wurde aufgelöst und entwaffnet.

### Ereignisse vom 3. bis 7. August
Am Abend des 3. August ereignete sich der erste Zwischenfall: nach angeblichen Schüssen auf deutsche Truppen begannen diese mit Schießereien und Artilleriefeuer auf das Zentrum der Stadt. Einwohner wurden aus ihren Häusern gezerrt und auf offener Straße misshandelt und teilweise erschossen. Bürgermeister Bukowiński musste die ganze Nacht durch mit dem Gesicht auf dem Boden auf der Straße liegen und wurde bewusstlos geschlagen, einer seiner Mitarbeiter wurde erschossen, als er ihn mit einem Mantel zudecken wollte.
Am Morgen des 4. August wurden Ärzte, darunter Dr. Alfred Dreszer vom Szpital Swietej Trojcy, bei ihrer Hilfe für die Verwundeten behindert, die Bergung von Verwundeten und Toten wurde durch deutsche Soldaten verhindert. Am gleichen Tag ließ Major Preusker eine Proklamation in deutscher und polnischer Sprache verlautbaren, in der der Besuch von Restaurants verboten, eine nächtliche Ausgangssperre verhängt, die Erschießung jedes 10. männlichen Erwachsenen als Vergeltung für Übergriffe angedroht und eine Kontribution von 50.000 Rubel gefordert wurde. Das Erscheinen von Zeitungen wurde verboten.
Am Nachmittag des 4. August zogen sich die deutschen Truppen aus der Stadt zurück. In den folgenden Tagen bis zum 7. August wurde die Stadt sporadisch mit Artillerie beschossen, ohne dass dadurch größere Schäden entstanden, ein Zeuge gab später an, insgesamt 88 Granaten gezählt zu haben.

### Ereignisse vom 7. bis Ende August
Am 7. August gegen 14:00 zogen zwei Bataillone des Landwehr-Infanterie-Regiments Nr. 7 (2. westpreußisches) der 3. Landwehr-Division bzw. zu einem wahrscheinlich späteren Zeitpunkt auch ein Bataillon des Königlich Sächsischen Landwehr-Infanterie-Regiments Nr. 133 in Kalisz ein und lösten das Infanterie-Regiment 155 ab, das nach der Herstellung des mobilen Zustands des V. Armee-Korps an die Westfront verlegt wurde. Der Regimentskommandeur, ein Oberstleutnant von Hofmann, ließ den polnischen Magistrat einbestellen und erreichte dessen Zusage, dass sich ähnliche Vorfälle wie in den Vortagen nicht wiederholen würden. Nur wenig später kam es jedoch zu neuen Schießereien. Mehrere Zeugen erwähnten später ein scheuendes Pferd als Auslöser für die Verwirrung. Die deutsche Seite behauptete später, man sei nach einem „Signal“ unter gezieltes Feuer genommen worden und habe das Feuer nur erwidert.
An diesem und dem Folgetag folgte ein weiterer Beschuss von Kalisz mit Artillerie. Brände brachen aus, die noch zehn weitere Tage wüteten und einen Teil der Stadt zerstörten. Es fanden willkürliche Erschießungen statt, unter den Opfern waren Priester, Frauen und Kinder. Am Abend wurde das Rathaus in Brand gesetzt, das Artilleriefeuer dauerte die ganze Nacht über an. Am 8. August wurden rund 700–800 männliche Einwohner als Geiseln genommen und auf einem Feld außerhalb der Stadt festgehalten. Tausende Einwohner flohen aus Angst um ihr Leben aus der Stadt. Die deutschen Truppen plünderten und brandschatzten die verlassene Innenstadt. Nur rund 5000 Einwohner blieben Mitte August noch in der Stadt zurück. Die ärmeren Bewohner flohen in die umliegenden Dörfer, die Reichen bis nach Warschau oder ins eigentliche Russland.
Am 10. und 11. August wurden Häuser systematisch geplündert und danach niedergebrannt. Möbel und Haushaltsgegenstände wurden mit requirierten Fuhrwerken zum Bahnhof gebracht, um nach Deutschland gebracht zu werden. Soldaten gingen anschließend mit Strohballen von Haus zu Haus und legten damit Brände, die etwa 10 Tage anhielten. Fast der gesamte Zentrumsbereich wurde ein Opfer der Flammen. Am 11. August wurden Dr. Dreszer und einige seiner Mitarbeiter vom Hospital und etwa 20 weitere Bürger von den Deutschen vor die Stadt gebracht und mit Erschießung bedroht, später aber freigelassen. Dreszer wurde trotz seiner deutschen Abstammung beschuldigt, ein Spion zu sein. Er floh nach seiner Freilassung aus der Stadt. Am 13. August wurden rund 500 männliche Geiseln (von ursprünglich mindestens 750) nach Deutschland deportiert, wo ein Teil von ihnen in Posen verhört wurde.
Am 17. August kehrte Bürgermeister Bukowiński in die Stadt zurück und fand eine Szene der Verwüstung vor. Plünderungen und Brandlegungen gingen noch einige Zeit weiter, vermutlich bis zum 22. August, als ein deutscher General auf Bitten Bukowińskis intervenierte. Bukowiński gelang später die Flucht nach Russland.

## Presseberichte, propagandistische Verwertung und Untersuchungen während des Krieges
Durch Berichte von Flüchtlingen aus Kalisz gelangten Nachrichten über die Ereignisse rasch an die Öffentlichkeit. Bereits am 8. August brachte die Petrograder Zeitung Nowoje wremja einen Bericht über „deutsches Barbarentum“ in Polen. Am 14. August 1914 brachte die Zeitung Birzhevye vedomosti („Börsennachrichten“) einen Artikel unter der Überschrift „Unerhörte deutsche Grausamkeit in Kalisz, Augenzeugenberichte“. Weitere russisch-, polnisch- und jiddischsprachige Medien folgten in den nächsten Wochen mit teilweise reißerisch aufgemachten Artikeln. Im Oktober 1914 wurde Bürgermeister Bukowiński für die auflagenstarke russische Zeitschrift Niva interviewt. In einem weiteren Interview, das 1915 geführt wurde, erwähnte Bukowiński zwei Revolverschüsse gegen 23:00 am 3. August als Auslöser der Angriffe.
Auch deutsche Zeitungen berichteten über die Vorfälle in Kalisz. Einige von ihnen machten – trotz Pressezensur – einen „Franktireurwahn“ für die Ereignisse verantwortlich. Erheblich umfangreicher war allerdings die Berichterstattung über „russische Gräueltaten“ in Ostpreußen. Die russische Seite wiederum versuchte, mit den Vorfällen in Kalisz und anderswo ihr hartes Vorgehen gegenüber der Bevölkerung in Ostpreußen zu rechtfertigen.
Für die Vorfälle in Kalisz, die mit ähnlichen Ereignissen in Belgien und Frankreich verglichen wurden, bürgerte sich in Polen während des Krieges der Begriff katastrofa kaliska ein. Teilweise sprach man auch, angeregt durch die Londoner Times und in Umkehrung der Chronologie, von einem „polnischen Löwen“. Der Propagandafilm Krwawe dni Kalisza („Kalischs blutige Tage“) aus dem September 1914 wurde für längere Zeit in Warschauer Kinos gezeigt. Das Kabarettprogramm „Wiluś i spółka“ („Wilhelm & Co.“) war ebenfalls sehr populär.
In Russland stellte man insbesondere das Schicksal des russischen Finanzbeamten Sokolow in den Mittelpunkt, der von den Deutschen erschossen worden war, weil er ihnen kein Geld oder Dokumente ausliefern wollte, und somit in „treuester Pflichterfüllung“ gestorben war. Für ihn wurde in Petrograd eigens ein Gedenkgottesdienst in Anwesenheit des Finanzministers Pjotr Bark und des Oberprokurors des Heiligen Synod Wladimir Sabler abgehalten. Zeitungen wie Birzhevye vedomosti berichteten über verbreitete sexuelle Übergriffe gegen Frauen und Mädchen, darunter auch gegen Jüdinnen. Die tatsächliche Zahl solcher Vorfälle kann aber nicht sehr hoch gewesen sein, wie Birzhevye vedomosti selbst zugab und vor Übertreibungen warnte.
Die Vorgänge in Kalisz wurden zu einem Baustein eines intensiven Propagandakrieges zwischen der deutschen und der russischen Seite um die Loyalität der polnischen Bevölkerung, um die mit verschiedenen Proklamationen, die eine Reihe von Versprechungen über die Zukunft Polens enthielten, geworben wurde. Der polnisch-preußische Aristokrat und Politiker Bogdan von Hutten-Czapski verglich die Vorfälle in Kalisz 1936 mit einer „verlorenen Schlacht“ in diesem Krieg.

### Russische Untersuchung
Im Januar 1915 forderten Duma-Abgeordnete erstmals eine offizielle Untersuchung. Das russische Außenministerium ernannte im März des Jahres eine Untersuchungskommission unter dem Senator Alexei Kriwzow. Die Vorgänge in Kalisz waren nur einer von mehreren untersuchten Fällen, ähnliche Vorgänge hatte es etwa auch in Tschenstochau gegeben. Im Mai 1915 hielt der Kaliszer Lokalhistoriker Józef Raciborski, der die Ereignisse überlebt hatte und nach Russland geflohen war, einen Vortrag vor der Petrograder Polnischen Vereinigung. Er verwendete darin deutsche Postkarten zur Illustration der Zerstörungen in Kalisz. Ende 1915 lag der Abschlussbericht der offiziellen russischen Untersuchung vor. 94 Zeugen aus Kalisz waren befragt worden.

### Deutsche Gegendarstellungen und interne Zweifel an der offiziellen Version
Am 27. Mai 1915 wurde in einem Artikel der polnischsprachigen preußischen Zeitung Dziennik Poznański behauptet, am 3./4. August hätten Einwohner von Kalisz aus ihren Häusern auf die deutschen Truppen geschossen. Daraufhin seien elf der Täter standrechtlich erschossen worden. Ferner sei etwa ein Dutzend deutscher Soldaten von Einwohnern gefangen genommen und größtenteils umgebracht worden. Daraufhin sei der Artillerieeinsatz befohlen worden. Die Mehrzahl der Brände sei von Bewohnern und aus dem Gefängnis entflohenen Kriminellen gelegt worden. Diese wären auch für die Plünderungen verantwortlich, die dann von den deutschen Truppen unterbunden worden seien.
Im November 1916 schrieb der preußische Verwaltungsbeamte Konrad Hahn in einem Bericht an die deutsche Militärverwaltung im nunmehrigen Regentschaftskönigreich Polen, es sei höchst unwahrscheinlich, dass Einwohner von Kalisz auf die deutschen Truppen geschossen hätten. Wahrscheinlich seien die Schüsse (die er als erwiesen ansah) von russischen Polizisten oder von diesen angestiftete Provokateure abgefeuert worden. Die Zerstörung der Stadt sei also auf einen Irrtum der deutschen Offiziere, die die Repressalien befohlen hatten, über die Urheber der Anschläge zurückzuführen.
Dr. Dreszer berichtete allerdings später, er habe einwandfrei festgestellt, dass eine aus einem verwundeten Deutschen herausoperierte Kugel deutschen Ursprungs war. Es kann also als wahrscheinlich gelten, dass die Deutschen zumindest zum Teil Opfer von Eigenbeschuss geworden waren.

## Untersuchungen durch Alliierte und Polen nach dem Krieg
Auf der Pariser Friedenskonferenz von 1919 wurde Preusker von den Alliierten in auf die Liste der von Deutschland auszuliefernden Kriegsverbrecher gesetzt. Er war jedoch schon im April 1918 in einem Karlsruher Krankenhaus einer während der deutschen Frühjahrsoffensive erlittenen Kriegsverletzung erlegen.
Im Januar 1919, nach der Eroberung des Gebiets um Posen im Posener Aufstand, wurde eine offizielle polnische Untersuchung eingeleitet. Ihr 100-seitiger Abschlussbericht, betitelt Wynik dochodzeń urzędowych w sprawie zburzenia miasta Kalisza przez Niemców w roku 1914 und erschienen 1919, enthält 104 unterschriebene Augenzeugenaussagen.

## Deutsche Rechtfertigungsversuche in der Zwischenkriegszeit
Im Jahre 1925 erschien als offizielle deutsche Darstellung der Reichsarchiv-Band über den Kriegsbeginn im Osten. Darin wurde die Legende wiederholt, die Bevölkerung hätte, möglicherweise angestiftet durch russische Agenten, Überfälle auf deutsche Truppen ausgeführt. „Strenge Maßnahmen“ seien die Folge gewesen. Das Nehmen von Geiseln, Auferlegung von Kontributionen und Hauszerstörungen entsprachen durchaus den damals im deutschen Heer gültigen Regularien, wie sie im Handbuch Kriegsbrauch im Landkriege niedergelegt waren.
Im Jahre 1931 erschien die offizielle Regimentsgeschichte des IR 155. Darin wurde ebenfalls die Zerstörung Kaliszs zu rechtfertigen versucht. Beim Einzug in die Stadt habe man 500–800 uniformierte Reservisten vorgefunden, die allerdings unbewaffnet waren. Russische Kavalleriepatrouillen am Bahnhof wurden erwähnt, die aber nichts mit den folgenden Ereignissen zu tun hätten. Gegen 22:00 am 3. August seien am Marktplatz stationierte Truppen plötzlich von allen Seiten beschossen worden und hätten daraufhin zurückgeschossen. Es seien Razzien durchgeführt worden, bei denen Zivilisten im Besitz von Feuerwaffen festgestellt wurden. Diese habe man summarisch erschossen. Bei Tagesbeginn am 4. August seien weitere Razzien durchgeführt worden, die wiederum bewaffnete Zivilisten festgestellt hätten, die ebenfalls erschossen wurden. Die Zahl der Exekutierten liege bei etwa 50. Die deutschen Verluste hätten bei 6 Toten sowie 2 verwundeten Offizieren und 22 verwundeten Mannschaften gelegen. Am 7. August sei auf ein „Signal“ hin plötzlich das Feuer eröffnet worden, von Dächern, Kellern und Fenstern. Am nächsten Morgen seien neun ergriffene „Freischützen“ standrechtlich erschossen worden.
Im ersten Band seines Werkes Die Geschichte des Landwehrkorps im Weltkriege 1914/1918 (Das Landwehrkorps im Kriegsjahr 1914), erschienen 1935, vertrat der frühere Stabschef des Landwehrkorps, General Wilhelm Heye, die Ansicht, russische Agenten seien die Anstifter für die Schüsse gewesen. 

„Es bestand kein Zweifel, daß die Überfälle seitens der Russen durch aus Gefängnissen und Zuchthäusern freigelassenes Gesindel in Szene gesetzt worden waren, um dadurch die Deutschen zu Vergeltungsmaßnahmen gegen die polnischen Städte zu veranlassen.“

Ziel sei es gewesen, damit die Polen gegen die deutschen Besatzer aufzubringen. Damit seien die Russen leider erfolgreich gewesen.

## Opferzahlen und Schäden
Die Opferzahlen unter der Bevölkerung Kaliszs sind vermutlich nicht mehr genau zu bestimmen. Die folgenden Angaben basieren hauptsächlich auf Zeugenaussagen der offiziellen polnischen Untersuchung von 1919, wie sie von Flockerzie (1983) wiedergegeben wurden.
Laut der Aussage von Karol Szpecht, Verwalter des Dreifaltigkeitshospitals überstieg die Zahl der Opfer 100. Auch Leonard Wągrowski, ein Justizbeamter, erwähnt die Zahl von 100 Toten, wobei aus dem bei Flockerzie abgedruckten Ausschnitt seiner Aussage nicht klar hervorgeht, um welchen Zeitraum es sich dabei handelt. Wągrowski erwähnte außerdem, eine große Anzahl der Leichen sei völlig verstümmelt gewesen, darunter auch Kinderleichen. Eine abweichende Aussage kam von Gemeindepriester Michał Majewski, der angab, allein am 5. und 6. August an der Beerdigung von etwa 500 Männern, Frauen und Kindern beteiligt gewesen zu sein. Flockerzie hält anhand der von ihm ausgewerteten Zeugenaussagen die Zahl von mindestens 100 Todesopfern für wahrscheinlich.
Engelstein (2009) gibt an, nach dem zweiten Zwischenfall vom 7. August seien allein in einer Straße 18 Leichen gefunden worden, darunter die von zwei kleinen Mädchen. In Carole Finks Buch Defending the Rights of Others ist die Rede davon, dass in Kalisz im August 1914 33 Juden getötet und 150 Häuser des Judenviertels zerstört worden seien. Auch Engelstein gibt an, die Opfer spiegelten die Zusammensetzung der Kaliszer Bevölkerung repräsentativ wider.
In der International Encyclopedia of World War I spricht der Historiker der Universität Warschau Piotr Szlanta unter dem Eintrag zu Polen von mehreren hundert Toten in Kalisz. Als unrealistisch kann die Zahl von 4000 Toten gelten, die unmittelbar nach dem Krieg in einer Aufstellung der deutschen Kriegsverbrechen erschien und dort Bürgermeister Bukowiński zugeschrieben wird.
Weniger kontrovers ist der Umfang der Zerstörungen in Kalisz. Laut Keya Thakur-Smolarek mussten nach dem Krieg drei Viertel der historischen Stadt wiederaufgebaut werden. Zerstört wurden laut Mieczysław-Arkadiusz Woźniak 426 Wohnhäuser, neun Fabriken, fünf öffentliche Gebäude, das Rathaus, das Theater, die evangelische Kirche, ein Hotel sowie das Post- und Telegrafenbüro. Die angerichteten Schäden wurden mit 22 Millionen bis über 33 Millionen Rubel beziffert.

## Wiederaufbau
In den 1920er und 1930er Jahren wurde das zu großen Teilen zerstörte Kalisz wiederaufgebaut. Mit Erlaubnis der Behörden wurden die meisten Häuser um ein Stockwerk höher errichtet. Laut Andrzej Banert, einem evangelischen Pastor in Kalisz und Betreiber eines kleinen Museums, hätten die Kaliszer Juden, die im Stadtzentrum ihre Geschäfte hatten, einen großen Teil des Wiederaufbaus geleistet, was heute kaum noch gewürdigt werde.

## Galerie

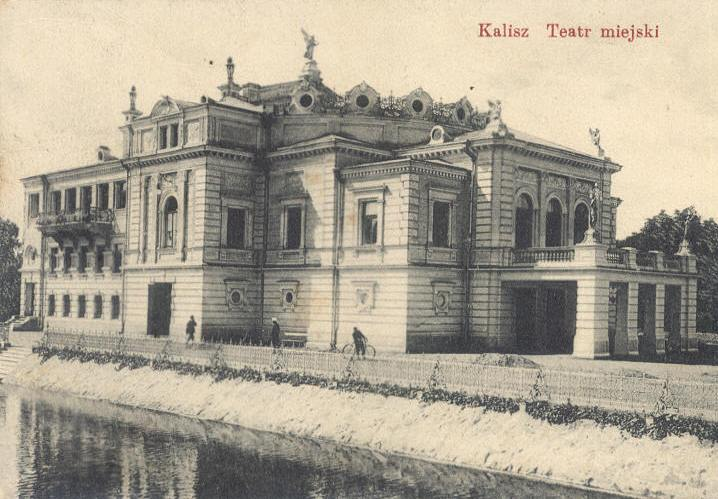
Stadttheater um 1900
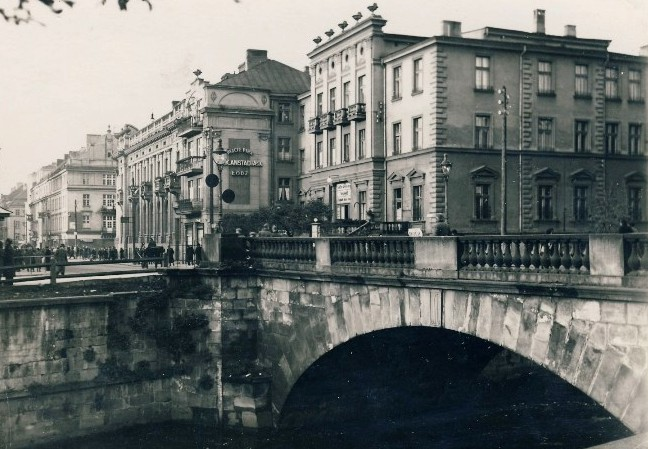
Brücke über die Prosna vor dem Krieg
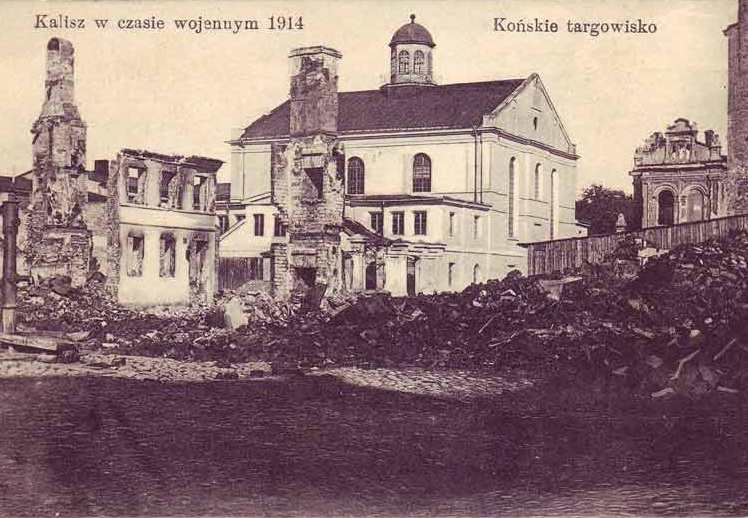
Polnische Postkarte „Kalisz in der Kriegszeit 1914“ (Große Synagoge)
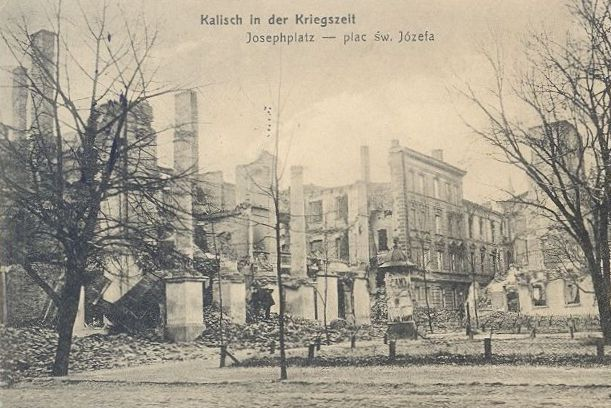
Deutsche Postkarte „Kalisch in der Kriegszeit – Josephplatz – plac św. Józefa“ (Palais Leopold Weiss)
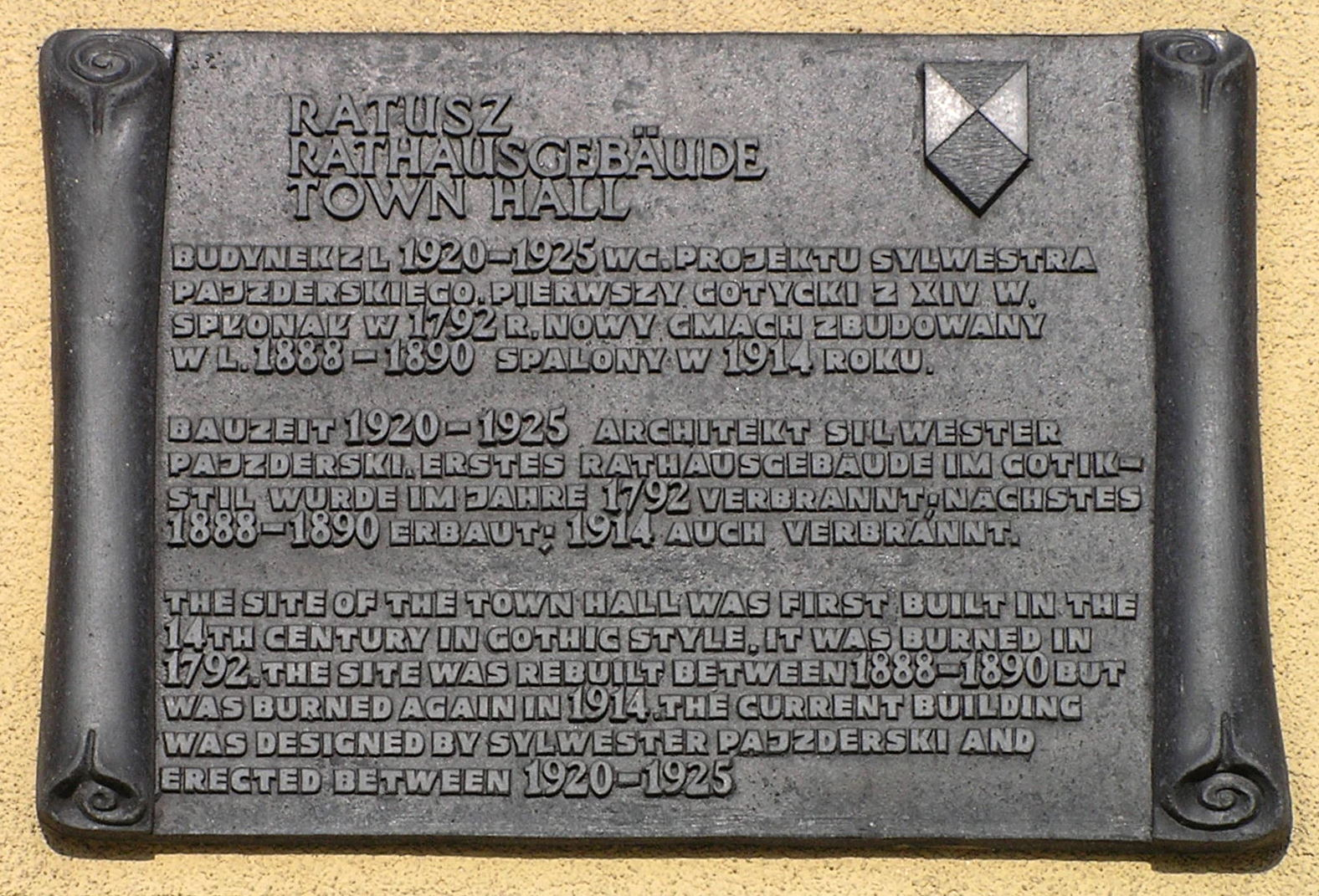
Plakette am Rathaus (neuerbaut 1920–1925)
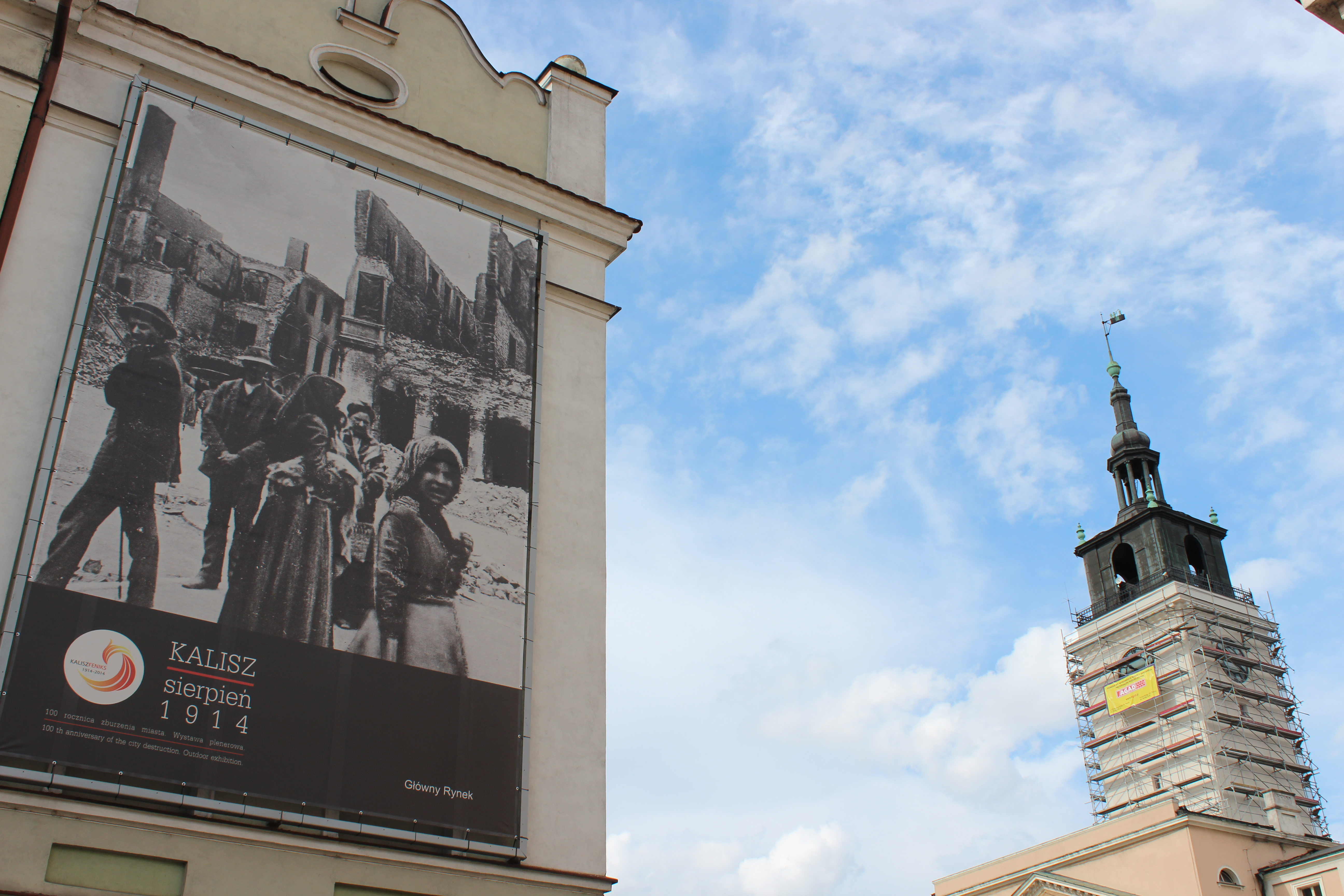
Plakat an Häuserfassade 2014 (Hauptmarkt)
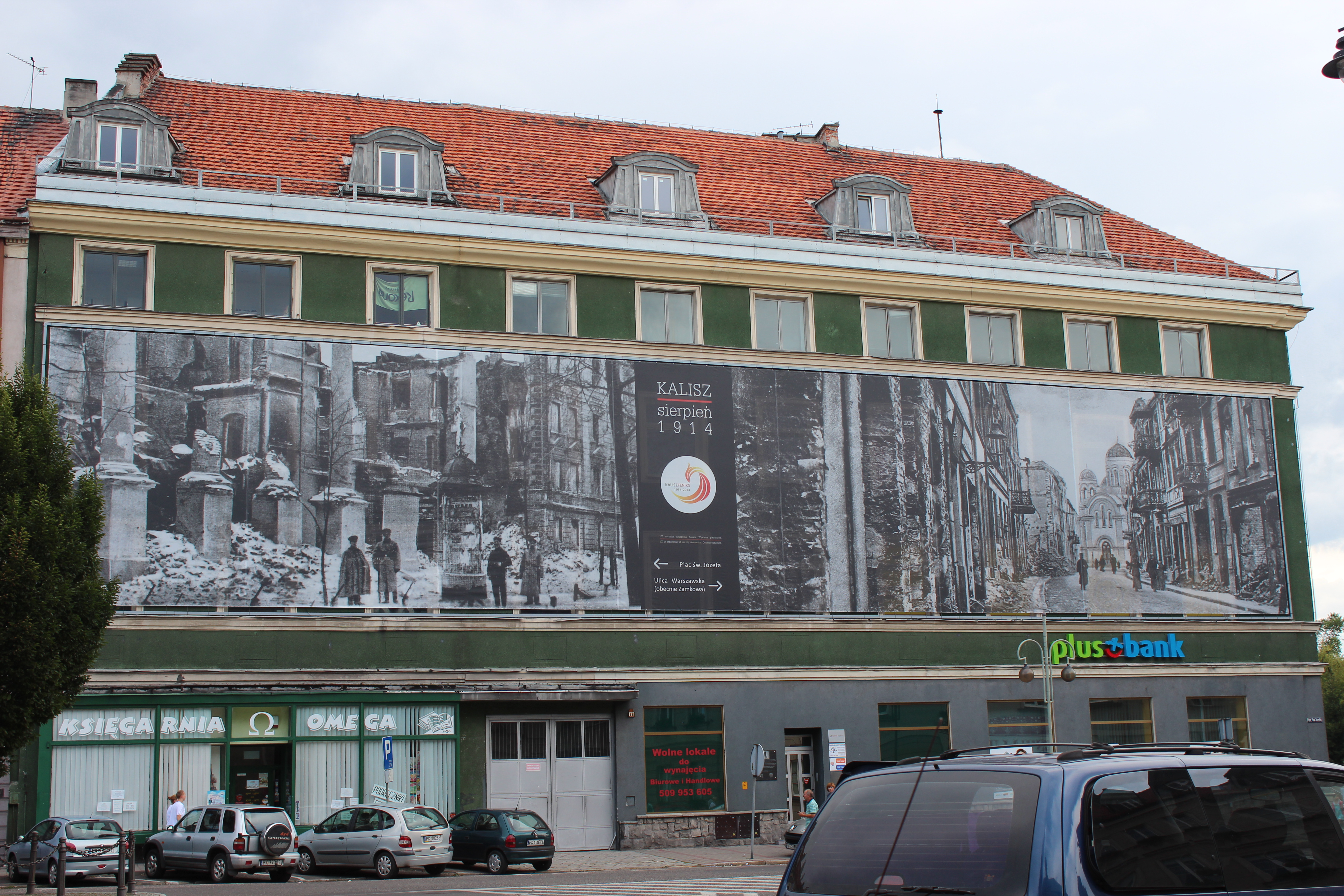
Josefplatz
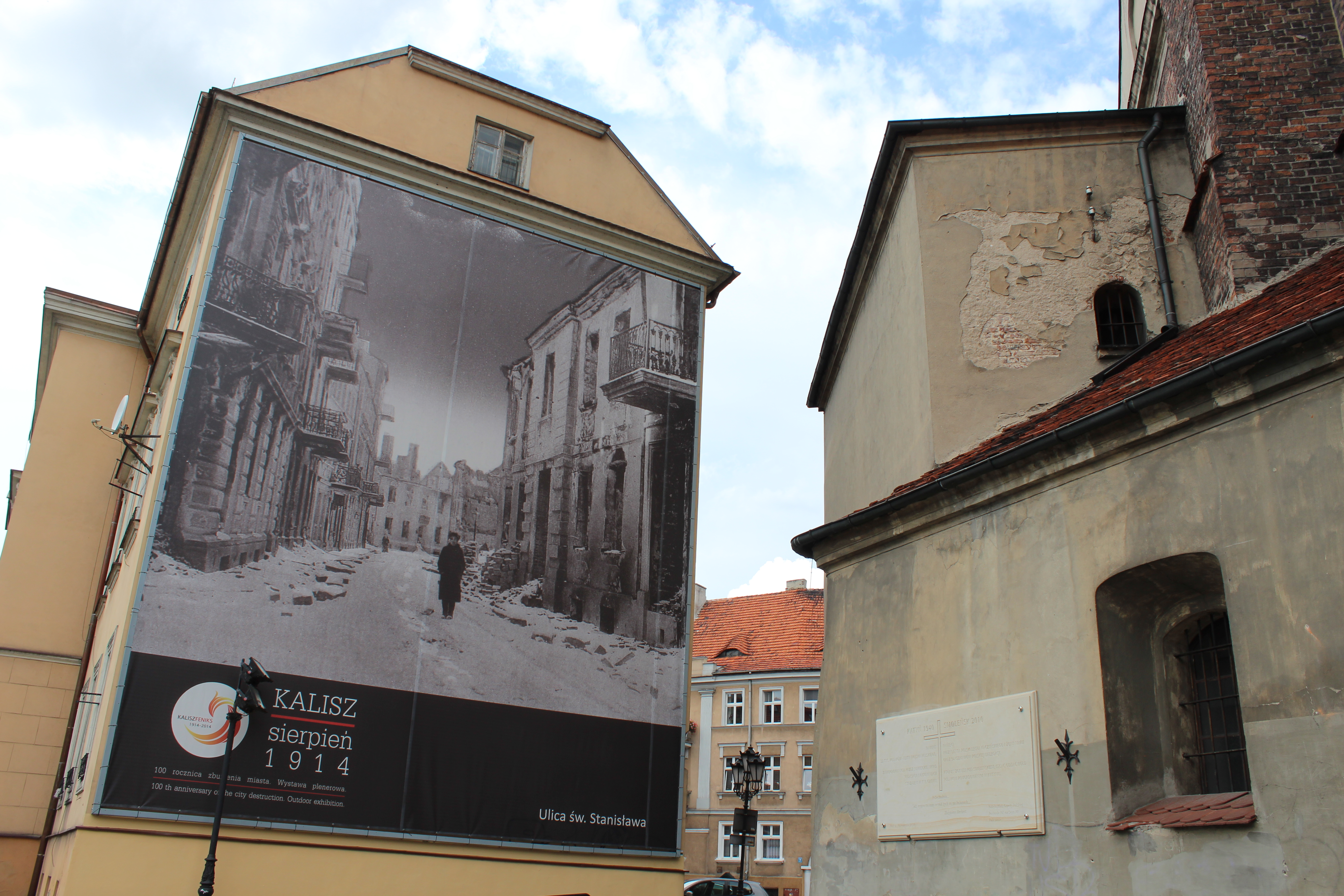
Stanisław-Straße